# Mia Khalifa
Mia Khalifa (arabisk: ميا خليفة; født den 10. februar 1993), også kendt som Mia Callista, er en libanesisk-amerikansk internetpersonlighed, campige og tidligere pornoskuespiller (2014-2015).

## Priser og nomineringer
| År   | Pris             | Resultat  | Kategori              | Værk |
| ---- | ---------------- | --------- | --------------------- | ---- |
| 2016 | AVN Awards       | Nomineret | Fan Award: Best Boobs | N/A  |
| 2017 | DVDErotik Awards | Vundet    | Tits of the Year      | N/A  |